# TM NETWORK LIVE IN POWER BOWL
『TM NETWORK LIVE IN POWER BOWL』（ティーエム・ネットワーク ライブ・イン・パワーボウル）とは、1989年12月22日にCBS・ソニーから発売されたファミリーコンピュータ用ゲームソフト。音楽ユニットTM NETWORKを起用したタレントゲームである。

## 概要
1999年、地球滅亡直前の状況を目撃した主人公が、突然1989年のTM NETWORKのレコーディングスタジオにタイムスリップし、TM NETWORKと共に人類滅亡を阻止するタイムパラドックスが絡むSFアドベンチャーゲーム。通常のオーソドックスなアドベンチャーゲーム同様、調べたいオブジェクトにカーソルを合わせて調査を進めて行く。
ちょっとした判断ミスや判りにくいフラグ立ての失敗がゲームオーバーに直結したり、グラフィック上何も無い場所を調べないとアイテムを入手出来ない場合があったりと、ゲームの難易度はかなりシビアである。ストーリー中には3D迷路やカーチェイスなどのミニゲームも盛り込まれている。
作中ではBGMとして、ファミコン音源でアレンジされたTM NETWORKの曲が流れる。オープニングテーマは「COME ON EVERYBODY」（1988年）、エンディングテーマは「DIVE INTO YOUR BODY」（1989年）となっている。終盤ではライブのリアルな画像がファミコンレベルで再現されている。

## あらすじ
1999年12月24日の13時42分。試験も終わった休日、主人公は愛用のコンピューター「MUE」でネットゲームにアクセスしようとしていた。その瞬間、警報が鳴り響く。SDI計画の中で打ち上げられた人工衛星「コロセウム」が突如暴走し、世界各国の核弾頭に向けて攻撃を開始した。その結果、世界中に壊滅的ダメージを与えた末に、地球は消滅した。しかしこの爆発エネルギーに巻き込まれる形で主人公は過去にタイムスリップしたのだった。
主人公が飛ばされたのはコロセウムが打ち上げられる2日前の1989年12月22日。そこは憧れのTM NETWORKのレコーディングスタジオだった。TM NETWORKのメンバーと出会った主人公は未来のコンピューターであるMUEの存在を根拠に彼らの協力を得、10年後の地球消滅を阻止するべく行動を開始する。
まずコロセウムについて知るべく、TM NETWORKと知り合いであるジャーナリストのミツコから開発者の情報を得た主人公は、開発者達のいる研究所を尋ねる。そこで開発者のまるやま、さかもと、たかはしに話を聞く。さかもとは主人公の話を信じて協力を約束してくれたが、まるやまには邪険に扱われ、たかはしとはまともに話ができなかった。そして4人目の開発者であるグザウスキーは行方不明だった。やがてたかはしが自宅で殺される。たかはしが死ぬ間際にミツコに託したデータから、コロセウムには軍需拡大を目論む「ベネフィット財団」によってコンピューターウイルスが送り込まれていることが明らかになる。しかしそのウイルスは10年後にベネフィットも予想だにしなかった人類滅亡という事態を引き起こしてしまうのだ。TM NETWORKはベネフィットについて探り、主人公とミツコは鍵を握るとされる「ブラウン」という人物を調べることにする。
ブラウンの居場所を突き止めた主人公は早速向かうも、何者かに殴られて気を失ってしまう。気がつくと目の前に死体があった。その人物は失踪していたグザウスキーであり、ブラウンの正体だった。彼の残した手紙から、彼が息子のマークを人質に協力を強いられていたこと、そしてマークの持つペンダントにウイルスを消去するワクチンプログラムを隠していることが判明する。TM NETWORKが調べ上げたベネフィットの本拠地に主人公はマークを救出するべく単身潜入。マークを救い出し、TM NETWORKのトレーラーに乗って脱出する。主人公とミツコはワクチンをコロセウムに送るべく研究所に戻るが、実はさかもとこそが全ての黒幕であり、ワクチンを渡すように脅迫する。しかしそこにTM NETWORKが駆け付け、さかもとの銃を蹴り落とす。更にMUEが録音していた一連のやり取りによって警察が動き、さかもとは逮捕される。
コロセウムは既に発射のカウントダウンに入っており、外部からの操作を受け付けなくなっていた。唯一の可能性は打ち上げ後に軌道上のコロセウムに遠隔操作を行うことであり、MUEのアクセスウェーブを極限まで増幅させ、コロセウムのCPUとアクセスすることによりワクチンを送り込むという方法だった。その為には巨大なアンテナが必要だが、TM NETWORKのライブ会場である「パワーボウル」をアンテナに見立てる作戦が提案される。同時に客席全体を反射率の高いシルバーで塗り潰す必要もあったが、それは丁度シルバーのデザインだったスタッフジャンパーを観客全員に配るという荒技で解決する。いよいよライブ当日。コロセウムがパワーボウル上空に差し掛かるのは7曲目開始から30秒後である。TM NETWORKのナンバーで会場が盛り上がる中、コロセウムも打ち上げ体勢に入る。そして7曲目「In The Forest」が始まり、30秒のタイミングで主人公はMUEを操作した。
主人公は1999年の自宅にいた。MUEでネットゲームにアクセスしようとした途端、ドアのノックが聞こえる。外に出てみると、そこにはTM NETWORKの3人と髪の長いミツコがいた。

## 登場人物
本作のキャラクターは一部を除いて実写をモデルにドット絵に落とし込まれている。名前の横はモデルの人名。
主人公
1999年の少年。名前はプレイヤーが設定する。容姿は不明。超高性能コンピューター「MUE」を愛用し、ネットゲームなどを普段からプレイしている。TM NETWORKのファン。美人に弱い。コロセウムの暴走による核爆発で生じた巨大な重力場と、それによる時空のひずみに巻き込まれて1989年にタイムスリップする。そこでエピックソニービルのTM NETWORKのレコーディングスタジオに迷い込み、TM NETWORKの協力を得てコロセウム暴走阻止と元の時代に帰るべく奔走する。
作中では完全に少年として描かれるが、エンディングではその名前はプレイヤー自身の名前として「HERO/HEROINE」の表記と共に表示される。
TM NETWORK
1989年時点のTM NETWORKのメンバー。2日後に迫ったスーパーフェスタ「POWER BOWL」に備え、エピックソニービルのスタジオでリハーサルに明け暮れている。10年後から現代のスタジオに飛ばされて来た主人公と知り合う。主人公の話を当初は信じなかったが彼の持つMUEに興味を持ち、その高性能ぶりを根拠に信じ、10年後の人類滅亡を阻止するべく主人公に協力する。
こむろ - 小室哲哉
きね - 木根尚登
ウツ - 宇都宮隆
むらた - 渡辺浩弐
TM NETWORKのマネージャー。10年前に飛ばされた主人公が最初に出会う人物。どこか軽い性格で木根によくからかわれる。
コヤマ ミツコ - 森口友紀子 
TM NETWORKと親交のある若いジャーナリスト。コロセウム開発者の失踪に関して調べている。TM NETWORKの紹介で主人公と知り合い、共に調査に赴く。「女の子」と呼ばれたりなど、主人公とは歳が近いらしく途中から呼び捨てにされるほど打ち解けており、彼女自身も主人公に好意を抱く素振りを見せる。
ミツコという名前であるが、小室みつ子ではない。
まるやま しげお - 丸山茂雄
「コロセウム」の開発者でハードウェア担当。頑固な性格で、人当たりも悪い。主人公に対しても非協力的で、時には怪しい行動も見せる。しかし実は「ブラウン」と名乗っていたグザウスキーと密かにコンタクトを取り、オーバーラン計画阻止に動いていた。終盤には主人公らに全面的に協力する。
たかはし ゆうじ - 高橋裕二
「コロセウム」の開発者の一人。ソフトウェア（サブプログラム）担当。挙動不審な態度が目立つ。後に自宅で何者かに殺害される。実はオーバーラン計画に加担しており、自身はそのことを後悔していた。殺される直前、オーバーラン計画について打ち明けたフロッピーをミツコに託す。
さかもと あきこ - (かわはら えいこ)※漢字不明
「コロセウム」の開発者の一人。航空力学担当。包容力のある女性で、主人公に対しても協力的。しかしその正体はベネフィットの人間であり、オーバーラン計画の首謀者。たかはしやグザウスキーを殺した張本人である。終盤、主人公がワクチンプログラムを手に入れると本性を現し、銃で脅してプログラムを奪おうとするもTM NETWORKに阻止され、MUEが録音していた自身の犯罪に関する発言が証拠となって警察に逮捕された。
カール・グザウスキー
「コロセウム」の開発者の一人。メインプログラム担当。完成と同時に姿を消したとされる。実はコロセウムに仕込まれたコンピューターウイルスの開発者。息子のマークを人質に取られ、オーバーラン計画への協力を強要されていた。コロセウム完成後はベネフィットの指示で「ブラウン」と名乗って身を潜めていたが、密かにオーバーラン計画阻止のために行動を起こす。しかしそれがベネフィット側に知られたことにより、殺害される。
マーク
グザウスキーの息子。グザウスキーを脅迫する材料としてベネフィットに拉致される。身に付けているペンダントには、グザウスキーが密かに開発したワクチンプログラムが隠されている。
マークという名前であるが、マーク・パンサーではない。

### 他の実写キャラ
受付嬢 - (おかべ たかこ)※漢字不明
エピックソニービルの受付嬢。美人であり、選択肢次第で主人公に口説かれるが「彼氏がいるから」と断る。
パンクボーイ - (きよもと ひろし)※漢字不明
何ヶ所かで主人公と出会うパンク・ロッカー。気のいい性格のTM NETWORKファン。実は受付嬢の彼氏である。
※　漢字不明キャラの演者は、エンディングにてローマ字表記で表示される。

## キーワード
MUE（ミュー）
主人公が愛用するスーパーファジーコンピューター。様々な機械にアクセスが可能でハッキング、盗聴、逆探知なども容易に行えるなど非常に高性能であり、そればかりか断片的な情報からタイムスリップという結論を導き出したり時には主人公と意思疎通を行ったりなど、オーバーテクノロジーな面もある。その性能はクライマックスでも重要な役割を果たす。
コロセウム
1989年12月24日に打ち上げられた日本の戦略防衛衛星。核ミサイル迎撃用レーザービームを搭載し、敵国より発射されたミサイルを探知・迎撃する。日本におけるSDI計画の第一歩として注目されていた。しかし打ち上げから丁度10年後の1999年12月24日、突如として世界中にある核弾頭への無差別攻撃を開始し、世界規模の核爆発を起こして地球を滅ぼしてしまう。
ベネフィット財団
ここ数年で急成長した軍需産業。コロセウムのレーザープログラム技術を提供している。しかしオーナーには黒い噂が絶えず、ジャーナリストにもマークされている。その実態は戦争を誘発させて巨利を求める死の商人。誘拐、脅迫、殺人など、目的の為には手段を選ばないなど、裏の顔は国際的犯罪組織でもある。
オーバーラン計画
ベネフィット財団が密かに進めている計画。打ち上げ前のコロセウムにコンピューターウイルスを仕込み、狂ったコロセウムは打ち上げ1年後に防御用レーザービームを中近東の戦略基地に放ち、配備されている核ミサイルを爆発させる。その結果、中近東の緊張は高まり、ベネフィットの供給する武器を両陣営が買い求める事で利益を貪るという計画である。しかしコンピューターウイルスはベネフィットの目論見通りには作動せず、10年後に地球そのものを破壊してしまう。
パワーボウル
1989年12月24日開催予定のTM NETWORKスーパーフェスタの会場。中心のステージの真上に音が抜ける設計になっている。TM NETWORKのメンバーはここでライブに向けてリハーサルに取り組んでいる。ライブにおける1曲目は「COME ON EVERYBODY」、2曲目は「Self Control」、3〜6曲目は不明で、7曲目は「In The Forest (君の声が聞こえる)」。

## スタッフ
- エグゼクティブ・プロデューサー：丸山茂雄
- プロデューサー：山元哲治
- ディレクター：RYOTARO HASEGAWA
- ゲーム・デザイン：HEADBAD KASAHARA、MUCHIUCHI KODAMA
- グラフィック：DARK KOHJIRO、TOBOKETA OKAMOTO
- シナリオ：HIROYUKI NAKADA
- サウンド・アレンジ：TOSHICHAN ZAMA
- プログラム：PARASOL TSUNAKAWA
- サウンド：TM NETWORK

## 評価
ゲーム誌「ファミコン通信」の「クロスレビュー」では6・6・7・4の合計23点（満40点）、「ファミリーコンピュータMagazine」の読者投票による「ゲーム通信簿」での評価は以下の通りとなっており、17.23点（満30点）となっている。
| 項目 | キャラクタ | 音楽 | 操作性 | 熱中度 | お買得度 | オリジナリティ | 総合  |
| 得点 | 3.23       | 3.09 | 2.66   | 2.69   | 2.74     | 2.82           | 17.23 |